# Crónica de los Stróganov

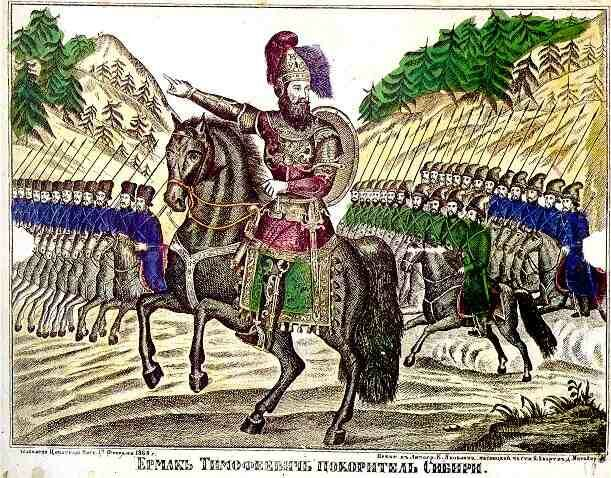
Yermak Timoféyevich conquistador de Siberia, representación del.

La crónica Stróganov, también llamada La captura de la tierra siberiana (ruso: Строгановская летопись, "О взятии Сибирской земли" es una de las primeras Crónicas siberianas.
Noexiste una opinión unánime entre la comunidad científica rusa respecto a la fecha de creación de esta compilación crónica. Se considera generalmente que fue escrita o entre 1620 y 1630, o entre 1668 y 1673. Algunos historiadores creen que partes de la crónica Stróganov están basadas en la crónica Yesipov, que fue escrita en 1636. 
La Crónica Stróganov está basada en datos de los anales (no han llegado a nuestros días) y otros materiales del archivo de los Stróganov, incluyendo la correspondencia con la druzhina de Yermak Timoféyevich, y las Notas sobre cómo llegamos a Siberia (Написание, како приидоша в Сибирь...)- según Barushkin, que cree que no hay conexión entre ellas, aunque esta obra compilada por los compañeros de Yermak no ha sobrevivido tampoco hasta la actualidad). La crónica relata con gran detalle los acontecimientos de la primera etapa de la anexión de Siberia en favor de Rusia. 
La intención con la que se escribió fue resaltar la iniciaiva de los Stróganov al organizar la expedición de Yermak.